# Takashi Nishihara
Takashi Nishihara (født 24. august 1986) er en tidligere japansk fodboldspiller.
Han har spillet for flere forskellige klubber i sin karriere, herunder Fagiano Okayama.